# Aída (serie de televisión de Ecuador)
Aída es una serie de televisión ecuatoriana de humor producida por Teleamazonas que se estrenó el 24 de septiembre de 2012, es una adaptación de la serie española del mismo nombre Aída emitida por Telecinco y creada por Nacho G. Velilla.
Protagonizada por Ruth Coello quien interpreta a Aída, coprotagonizada por Katty García y Naguel Campos. Cuenta además con las actuaciones estelares de Johnny Shapiro, Héctor Garzón, Ney Calderón, Luciana Grassi,  y Adrián Avilés y el regreso de la legendaria actriz Amparo Guillén.

## Argumento
La serie comienza cuando Aída García (Ruth Coello), trabajadora de limpieza divorciada, exalcohólica y sin estudios, regresa a su barrio obrero de toda la vida, cuando su padre, recién fallecido, le deja en herencia la vivienda familiar. Aída se instala en el hogar con sus dos hijos pequeños, Lorena (Katty García) y Jonathan (Naguel Campos), y deberá además compartirlo con su madre Eugenia (Amparo Guillén) y su hermano Luisma (Ney Calderón), exdrogadicto. Allí se reencuentra con viejos conocidos de su juventud, como Paz Bermejo (Luciana Grassi), su vecina que ahora ejerce prostitución, Mauricio Colmenero (Héctor Garzón) y o Chicho Martínez (Johnny Shapiro) y su hijo Fidel (Adrián Avilés).

## Elenco
- Ruth Coello - Aída García García[1]
- Katty García - Lorena "Lore" García
- Naguel Campos - Jonathan García
- Johnny Shapiro - carlos "Chicho" paredes
- Adrián Avilés - Fidel paredes
- Héctor Garzón - Mauricio González
- Amparo Guillén - Eugenia García
- Ney Calderón - Luis Mariano "Luisma" García
- Luciana Grassi - María de la Paz "Paz" Bermejo

## Equipo técnico

### Argumento
Aída, interpretada por Ruth Coello, es la historia de una divorciada que vive con su madre, su hermano y dos de sus hijos y que tiene que luchar para sacarlos adelante encadenando trabajos que siempre tienen tres cosas en común: no pasan del salario mínimo, no se necesita cualificación y no hay nadie con algo de educación, capaz de aceptarlos. Según publica la página web del canal, la serie no es sólo una comedia que trata los problemas cotidianos de una familia, es también el retrato de un sector de la población y de los conflictos sociales que más sufre la gente de la calle.